# Idiocera glabriapicalis
Idiocera glabriapicalis är en tvåvingeart som först beskrevs av Alexander 1948.  Idiocera glabriapicalis ingår i släktet Idiocera och familjen småharkrankar.
Artens utbredningsområde är Zimbabwe. Inga underarter finns listade i Catalogue of Life.